# Långnosad spjutfisk
Långnosad spjutfisk (Tetrapturus pfluegeri) är en fiskart som beskrevs av Robins och De Sylva, 1963. Långnosad spjutfisk ingår i släktet Tetrapturus och familjen Istiophoridae. IUCN kategoriserar arten globalt som livskraftig. Inga underarter finns listade i Catalogue of Life.